# Villa Saluzzo Bombrini
La Villa Saluzzo Bombrini, surnommée il Paradiso, est une résidence noble historique située dans le quartier génois d'Albaro.
Construite pour le marquis Saluzzo par Andrea Ceresola, c'est un exemple typique de l'architecture maniériste tardive.
À proximité, il y a deux autres villas appartenant à la famille Saluzzo, la villa Saluzzo Mongiardino, où le poète Lord Byron vécut quelques mois entre 1822 et 1823, et la villa Saluzzo Carrega Parodi, siège de 1967 à 1993 de la Société ligure d'histoire de la Patrie, à la fois de construction plus récente mais tout aussi imposante.

## Histoire
Construite par Ceresola, dit il Vannone, au cours de la dernière décennie du XVIe siècle sur la commande de Giacomo Saluzzo , la villa est devenue la propriété du marquis Henri de Podenas  ; en 1886, elle fut vendue par les héritiers du noble français à la famille Bombrini, entre les mains de laquelle elle resta jusqu'aux années 2000, date à laquelle elle fut acquise (2005) par une société immobilière qui entendait en faire un hôtel de luxe ; cette proposition a été rejetée par la Surintendance du patrimoine architectural de Ligurie, puisque cette solution aurait conduit à une déformation du bâtiment d'origine. Le projet annulé, la villa a ensuite été achetée en 2007 par des particuliers pour être utilisée comme logement et bureaux.
Ces derniers temps[Quand ?], elle a été divisée en trois appartements, dont l'un a été habité de 1959 à 1995 par la famille du chanteur-compositeur-interprète Fabrizio De André ,  qui y a composé ses premières œuvres.
La villa étant propriété privée, elle ne peut pas être visitée ; exceptionnellement, elle a été ouverte au public à l'occasion de la 15eédition des Giornate FAI Primavera 2007 organisés les 24 et 25 mars 2007 par le Fonds italien pour l'Environnement.

## Description
La villa Saluzzo Bombrini, située plus haut que les autres villas d'Albaro, est entourée d'un grand parc avec des bois particulièrement riches en pins maritimes à l'arrière, tandis qu'en face de la façade principale, dans une position légèrement en pente, il y a un élégant jardin italien fleuri orné d'une fontaine avec de grandes grenouilles  en bronze.

### Exterieur
Vannone a voulu se détacher du style alessien en vogue à l'époque à Gênes, caractérisé par une structure cubique, divisée en trois parties par des pilastres, et avec un toit pyramidal: l'architecte lombard a ici créé un corps architectural avec une disposition rectangulaire, favorisant la forme allongée sur la hauteur, avec une double loggia d'angle ouverte sur le paysage environnant (celle de l'ouest, le seul cas des villas génoises, s'étend sur toute la profondeur du bâtiment, offrant une large vue sur la ville).

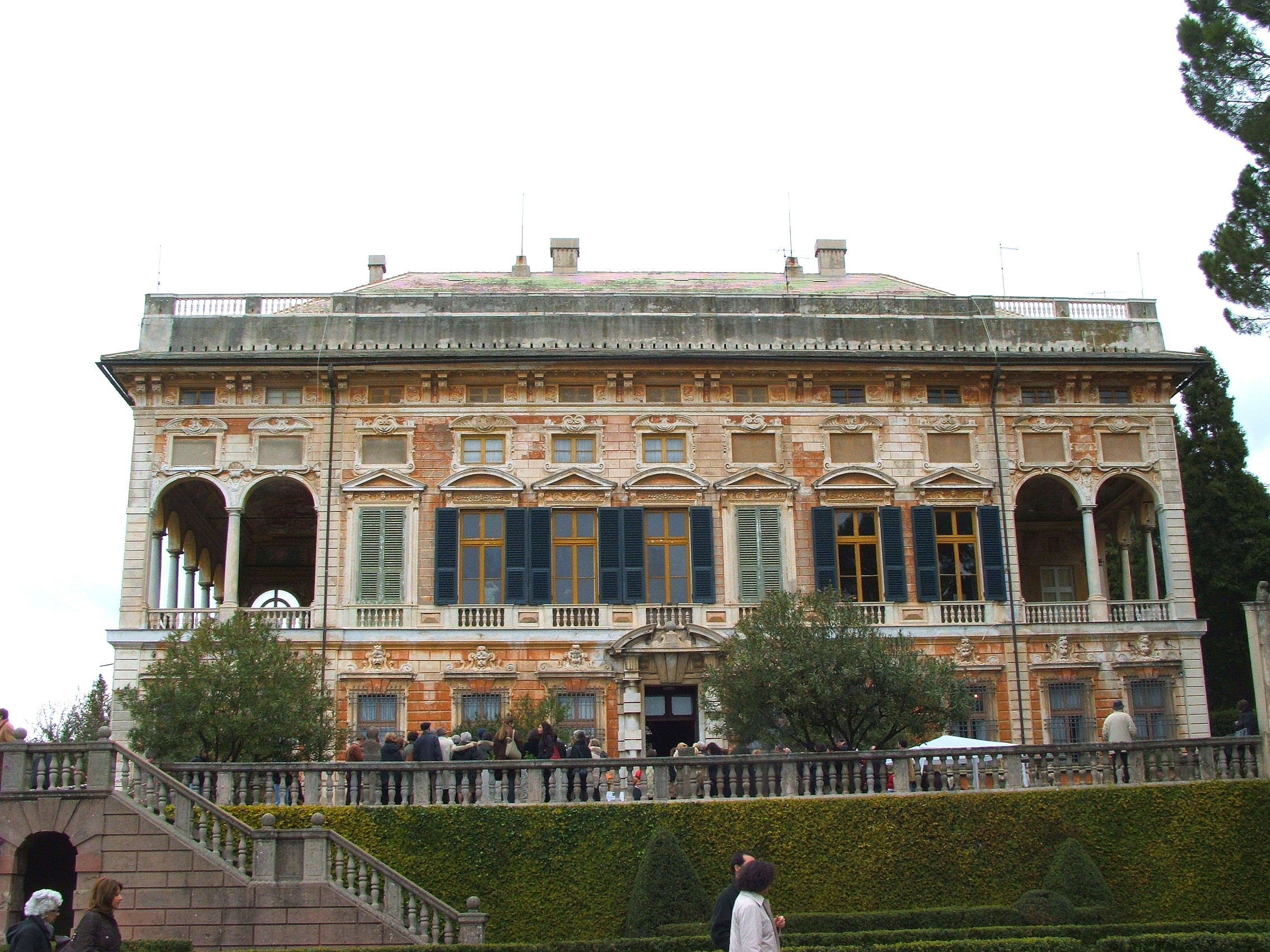
Élévation principale
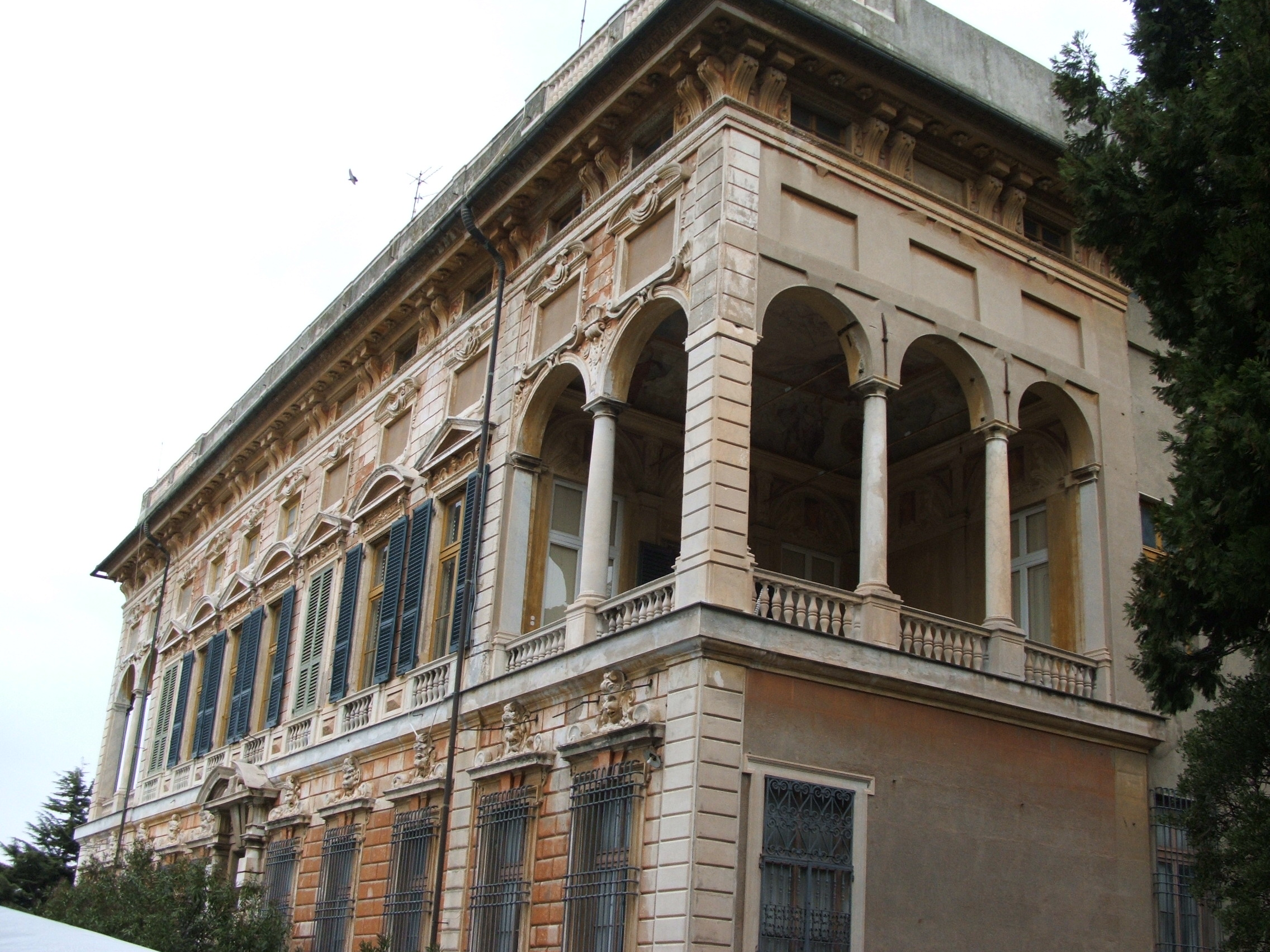
La loggia est
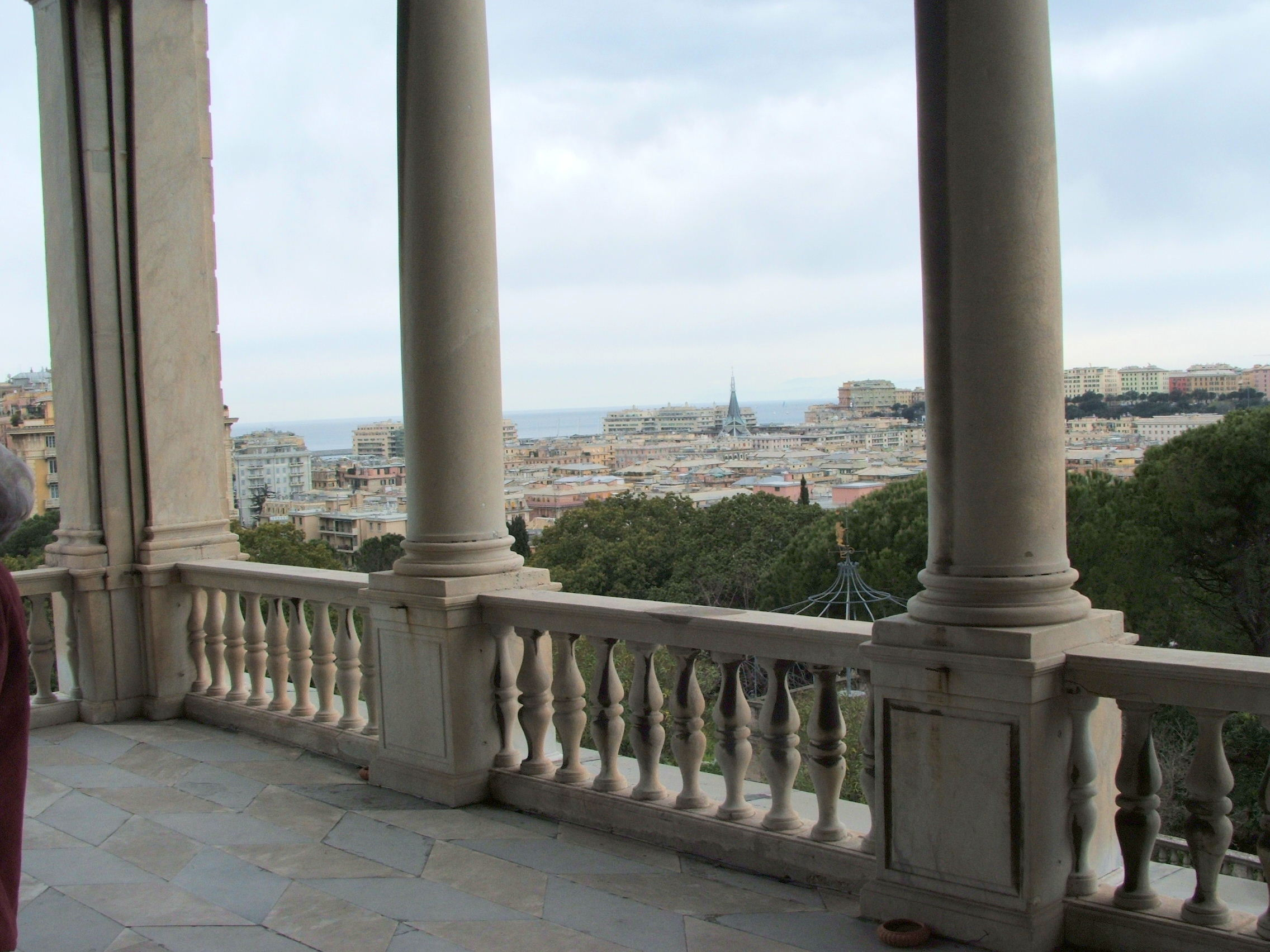
Loggia di ponente
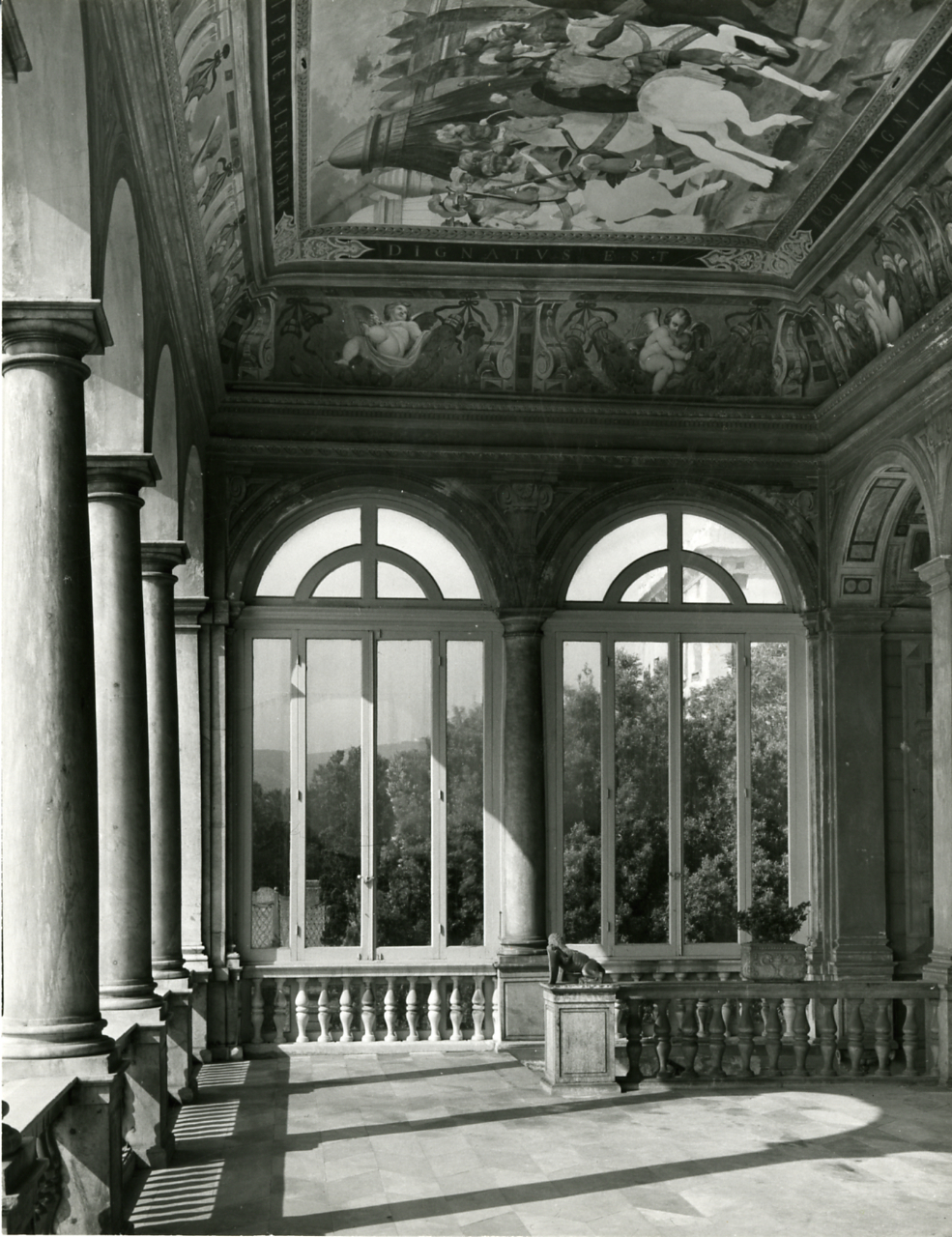
Décoration d'une loggia sur une photo de Paolo Monti

### Intérieur
Les intérieurs, articulés sur un rez-de-chaussée, un étage noble et une mezzanine, sont ornés de fresques et de décorations de Giovanni Andrea Ansaldo dans l'atrium, de Lazzaro Tavarone dans le hall central (Génois à la sortie d'Anvers, 1622) et dans la loggia est, et de Bernardo Castello dans la loggia ouest et dans l'une des chambres.

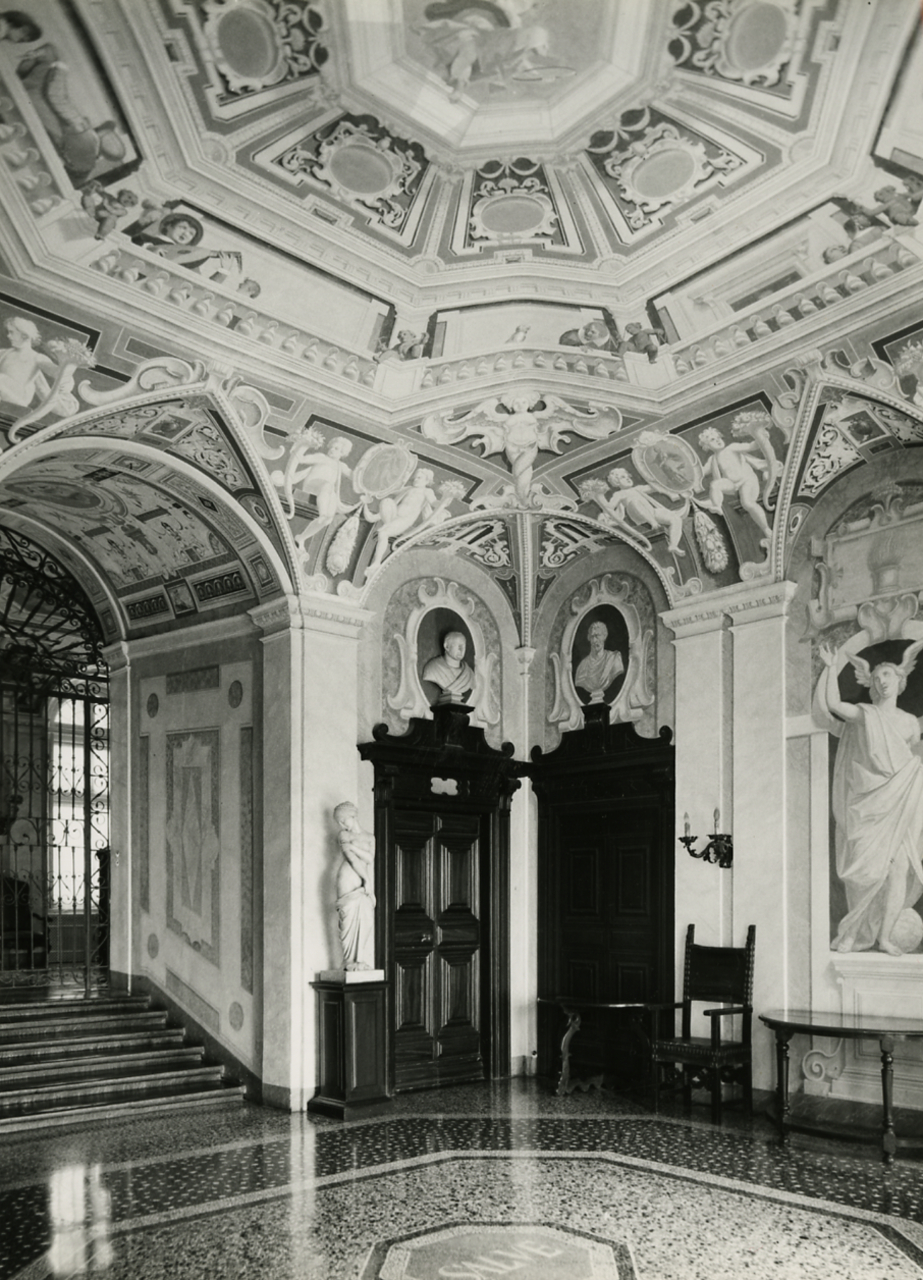
Décoration intérieure sur une photo de Paolo Monti de 1963

### Jardin
Le jardin est relié à la place supérieure par des escaliers et des allées. L'axe d'entrée menant à la villa, rejoint par une montée étroite, est légèrement décalé de la porte principale qui mène à l'atrium principal.

Le jardin, qui a sensiblement conservé son aspect d'origine, a été identifié à celui représenté dans le tableau d'Alessandro Magnasco Détente dans un jardin Albaro (1735), conservé au Palazzo Bianco  ; le peintre nous a laissé un instantané de la vie et de l'environnement dans lesquels la société riche passait ses villégiatures dans la première moitié du XVIIIe siècle. La peinture montre de petits groupes de personnes dans le jardin de la villa, soucieux de conversations, de danses et de jeux de cartes, sur fond de la plaine de Bisagno, dans la région de San Fruttuoso, toujours entièrement cultivée avec des jardins potagers. 

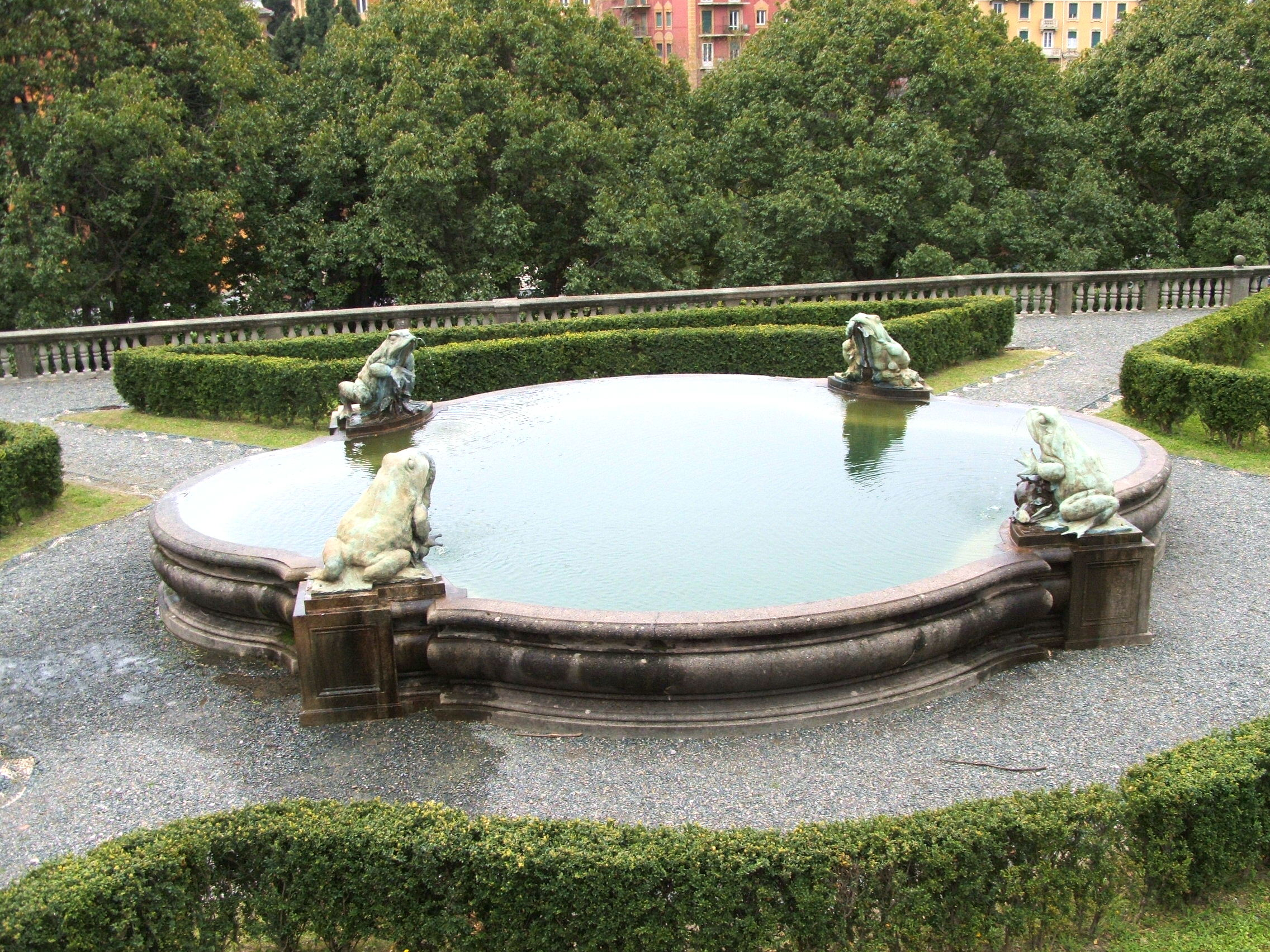
Fontaine dans le jardin

### Villa Paradisetto
La villa a un bâtiment similaire à l'arrière connu sous le nom de Paradisetto, construit à la fin du XIXe siècle pour un héritier de la famille Bombrini et rénové en 1935 par Robaldo Morozzo della Rocca. Cette construction a également été habitée, ces derniers temps, par un représentant de l'école génoise des auteurs-compositeurs, Gino Paoli .

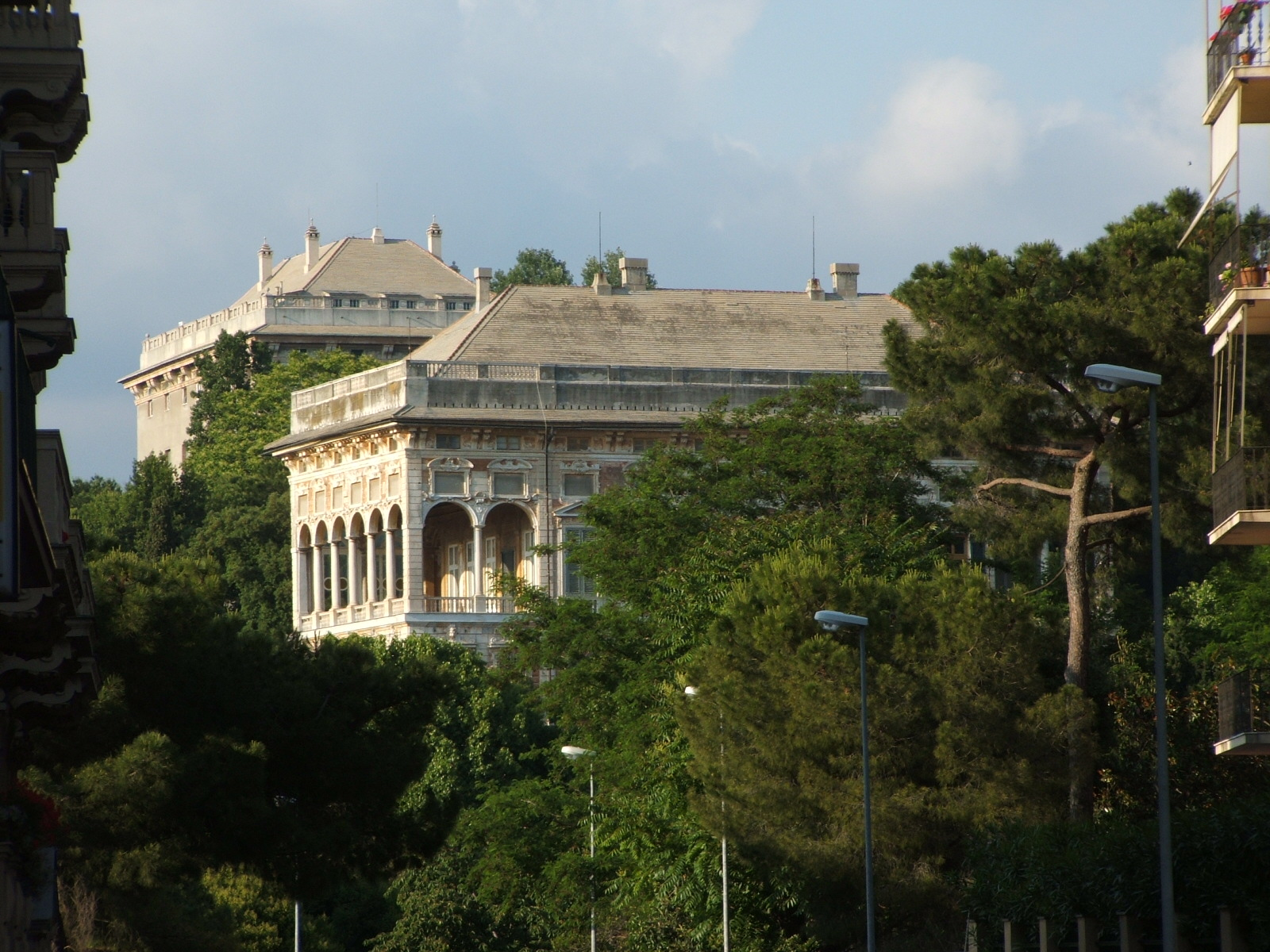
Villa Saluzzo Bombrini avec le Paradisetto en arrière plan.

## Articles associés
- Villas de Gênes